# Ditassa laevis
Ditassa laevis är en oleanderväxtart som beskrevs av Carl Friedrich Philipp von Martius. Ditassa laevis ingår i släktet Ditassa och familjen oleanderväxter. Inga underarter finns listade i Catalogue of Life.